# Concile de Saragosse
Le concile de Saragosse est un concile tenu en 380 pour condamner le priscillianisme qui prônait un évangile de virginité et d’abstinence. Il est présidé par Phébade d'Agen.
L’évêque d’Avila, Priscillien, à l’origine de cette hérésie y fut excommunié.